# 화순동면중학교
화순동면중학교(和順東面中學校)는 대한민국 전라남도 화순군 동면 천덕리에 있는 공립 중학교이다.

## 학교 연혁
- 1974년 12월 27일 : 화순동면중학교 설립인가 (12학급)
- 1975년 3월 1일 : 초대 최성지 교장 부임
- 1975년 3월 10일 : 화순동면중학교 개교
- 1985년 3월 10일 : 화순동면중학교 이서분교장 개교
- 2008년 3월 1일 : 화순동면중학교 이서분교장 폐교
- 2023년 9월 1일 : 제21대 최옥선 교장 부임
- 2025년 1월 9일 : 제48회 졸업생 7명 배출(졸업생 총수 6,129명)

## 참고 자료
- 화순동면중학교 - 한국교육학술정보원 학교알리미